# Đulekare
Đulekare es un pueblo ubicado en la municipalidad de Medveđa, en el distrito de Jablanica, Serbia.

## Superficie
Posee una superficie de 7,533 kilómetros cuadrados.

## Demografía
Hasta 2011 la población era de 68 habitantes, con una densidad de población de 9,027 habitantes por kilómetro cuadrado.